# 烏什巴山

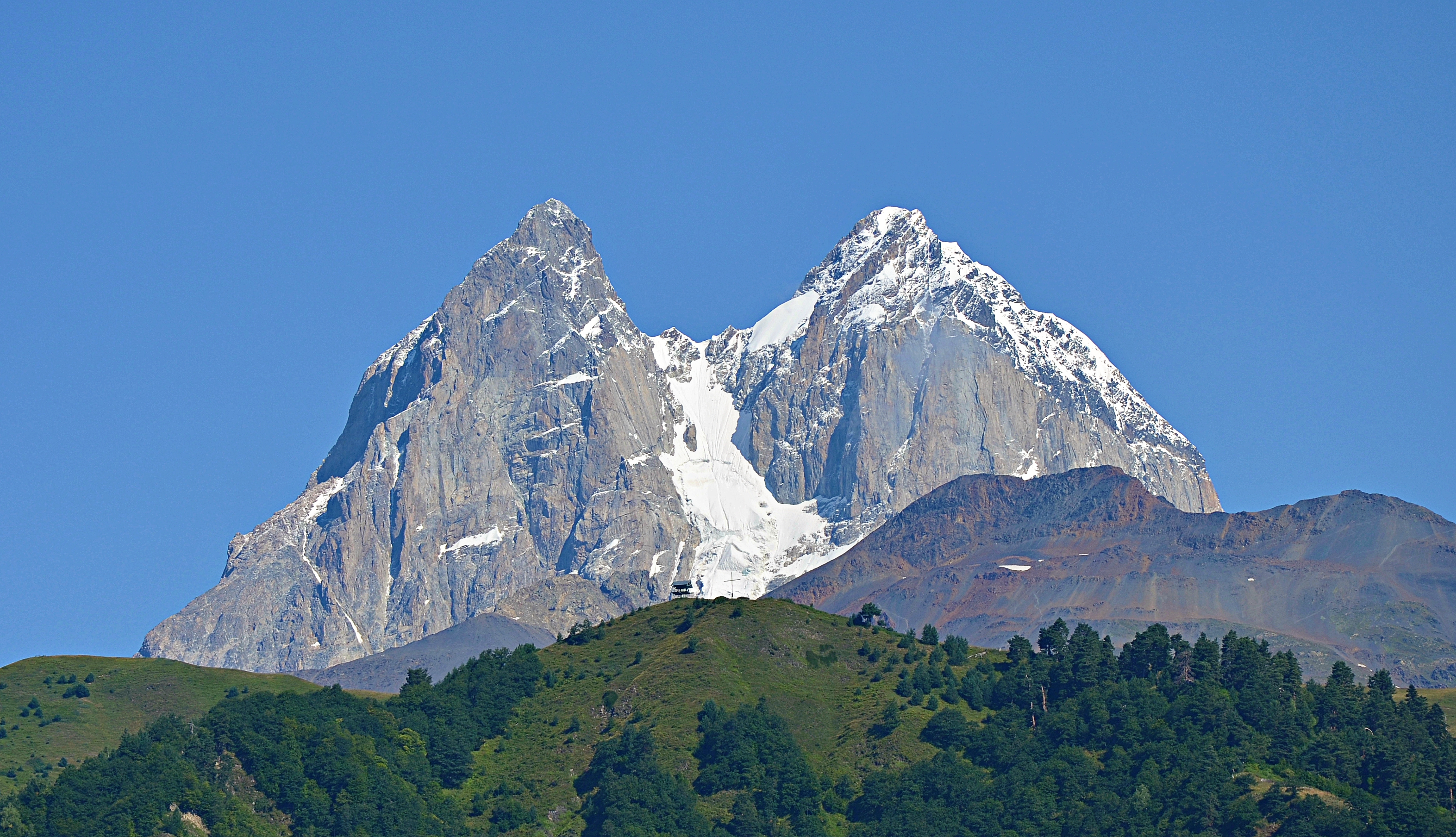

烏什巴山是高加索山脈最顯眼的山峰之一，位於高加索山脈的喬治亞一側。烏什巴山雖然不是這一地區高度前十的山峰，但卻因優美的風景而被譽為高加索的馬特洪峰。且由於地勢陡峭和天氣多變，被許多登山者認為是高加索山脈最難攀登的山峰。1903年，首次有人成功登頂烏什巴山。